# Eriocaulon schippii
Eriocaulon schippii là một loài thực vật có hoa trong họ Eriocaulaceae. Loài này được Standl. ex Moldenke mô tả khoa học đầu tiên năm 1937.